# Wierchnije Talcy
Wierchnije Talcy (ros. Верхние Тальцы) – wieś w Rosji, w Buriacji, w rejonie chorińskim. W 2010 liczyła 1100 mieszkańców.